# District de Yueyanglou
Le district de Yueyanglou (岳阳楼区 ; pinyin : Yuèyánglóu Qū) est une subdivision administrative de la province du Hunan en Chine. Il est placé sous la juridiction de la ville-préfecture de Yueyang.